# Aferim!
Aferim! är en rumänsk dramafilm från 2015 regisserad av Radu Jude. Den visades vid Filmfestivalen i Berlin 2015, där den vann Silverbjörnen för bästa regi. Filmen är utsedd till Rumäniens bidrag till Oscarsgalan 2016 för priset i kategorin Bästa icke-engelskspråkiga film.